# Een storm van zwaarden
Een storm van zwaarden (Engelse titel: A Storm of Swords) is het derde in de serie van zeven geplande boeken Het lied van ijs en vuur, een fantasyserie van de Amerikaanse schrijver George R.R. Martin.
Het boek werd voor het eerst gepubliceerd op 8 augustus 2000 in het Verenigd Koninkrijk, en vervolgens in Amerika in november 2000. Deze publicatie werd voorafgegaan door een novelle genaamd Pad van de Draak, waarin sommige van de hoofdstukken van Daenerys Targaryen in een boek werden gestopt.
Op dit moment is Een storm van zwaarden het langste boek in de serie. Het was zo lang dat in het Verenigd Koninkrijk de paperbackeditie in tweeën werd gedeeld, Deel 1 werd gepubliceerd als Staal en sneeuw in juni 2001 (met het originele omslag) en het tweede deel als Bloed en goud in augustus 2001 (met een nieuw omslag). In Frankrijk werden dit zelfs 4 delen.
Een storm van zwaarden won in 2001 de Locus Award en in 2002 de Geffen Award voor beste roman, het was tevens genomineerd voor de Nebula Award in 2002 voor beste roman. Het is het eerste boek in de serie die genomineerd is voor de Hugo Award, een van de twee meest prestigieuze prijzen in sciencefiction en fantasypublicaties. Het verloor echter wel van J.K. Rowlings roman Harry Potter en de Vuurbeker.

## Plot
Een storm van zwaarden begint vlak voor het einde van het vorige deel in de reeks, De strijd der koningen. De Zeven Koninkrijken van Westeros zijn nog steeds in de greep van de Oorlog der Vijf Koningen. Eén koning is overleden, vier vechten voor hun eigen zaak. Intussen zijn de Wildlingen ten noorden van de Muur aan het oprukken, geleid door Mans Roover, de "Koning Achter de Muur", met alleen de Nachtwacht tussen hen en de Zeven Koninkrijken, en Daenerys Targaryen is op weg terug naar Pentos.

### In de Zeven Koninkrijken

#### De Rivierlanden
Ondanks zijn onverwachte succes ondervindt Koning Robb Stark enkele cruciale tegenslagen: nu zijn moeder Catelyn zijn belangrijkste gevangene Jaime Lannister heeft vrijgelaten, is hij zijn belangrijkste troef tegenover de Lannisters kwijt. Hierdoor ontketent Catelyn de woede van het Huis Karstark, dat twee zonen verloren heeft door de hand van Jaime. Daarom vermoorden Karstark-soldaten enkele belangrijke politieke gevangenen. Robb ziet zich hierdoor gedwongen heer Rickard Karstark te executeren, waardoor hij de steun van dat huis verliest. Ook verliest hij de steun van het Huis Frey wanneer hij een huwelijkscontract schendt. Na de dood van de zieke Hoster Tulling komt de macht van Huis Tulling in handen van Catelyns zwakke broer Edmar. Ook wordt Robbs leger in een hinderlaag gelokt, waarbij hij forse verliezen lijdt. Balon Grauwvreugd houdt inmiddels het fort Moat Cailin in de Nek, de smalle doorgang naar het Noorden, bezet.
Inmiddels worden Jaime en Brienne van Tarth, de krijgsvrouw die hem escorteert, gevangengenomen door een groep huurlingen, die Jaime's zwaardhand afhakken. De huurlingen brengen de twee naar Rous Bolten, een van Robbs meest belangrijke bondgenoten. Deze blijkt een verrader, die ook Robbs leger verried in de slag. Bolten schenkt Jaime gratie.
Verderop in de Rivierlanden vallen Arya Stark en haar gezellen in handen van de Broederschap zonder Banieren, een groep vogelvrijen bestaande uit voormalige ridders in dienst van de Kroon. Arya wordt echter ontvoerd door de gevluchte lijfwacht van Koning Joffrey, Sandor Clegane, alias 'De Jachthond'.
Inmiddels stellen de Freys een huwelijk voor tussen Roslin Frey, een van de vele dochters van heer Walder Frey, en Edmar Tulling. Robb stemt toe, en gaat met zijn hele leger naar de Tweeling, het kasteel van de Freys. Tijdens het feest slaat alles echter om in een slachtpartij; het gehele (dronken) leger van Robb wordt afgeslacht door de Freys. Robb, Catelyn, Robbs schrikwolf Grey Wind en veel Noordelijke edellieden komen hierbij om. Edmaar en de weinige overlevende Noordelijke heren worden gevangengezet. Het Huis Frey krijgt hierop de macht over de Rivierlanden, en het huis Bolten over het Noorden. Ook wordt Boltens wrede bastaardzoon gewettigd. De Jachthond wil Arya voor losgeld doorverkopen aan haar moeder, maar de twee komen net te laat aan. Daarop wil de Jachthond Arya doorverkopen aan haar tante Lysa Arryn, de weduwe van Jon Arryn. Onderweg worden ze echter aangevallen door mannen van Sandors broer Gregor. De Jachthond wordt hierbij levensgevaarlijk gewond, en Arya laat hem stervende achter. Met behulp van de "Valar Morghulis"-munt, die Jaqen H'ghar haar gaf aan het einde van het tweede deel, zet ze koers naar Braavos.

#### Koningslanding
Balon Grauwvreugd overlijdt onder mysterieuze omstandigheden. Zijn dochter Asha en zijn broers Euron en Victarion beginnen een strijd om de kroon. Davos Seaworth verwijt de Rode Priesteres Melisandre de dood van zijn zoons, en de nederlaag van Stannis. Intussen wordt het Huis Tyrel als gast onthaald in de hoofdstad en Koning Joffreys verloving met Sansa Stark wordt beëindigd ten gunste van Margaery Tyrell. Sansa wordt daarom aan de kant geschoven en gedwongen de dwerg Tyrion Lannister, voormalige Hand des Konings, te huwen.
Op Joffreys eigen huwelijk wordt hij vergiftigd. Zijn moeder, Koningin Cersei, weduwe van Koning Robert Baratheon, geeft haar broer Tyrion en zijn echtgenote Sansa de schuld. Tyrion wordt opgesloten, maar Sansa kan met behulp van heer Petyr Baelish, de koninklijke Muntmeester, en vroegere liefde van haar moeder Catelyn, ontsnappen. Baelish neemt haar met zich mee naar het Adelaarsnest, waar hij Sansa's tante, Lysa Arryn, huwt. Na een incident waarbij Lysa Petyr Sansa ziet kussen, vermoordt Petyr Lysa door haar uit het kasteel te duwen.
Davos Seaworth wordt op Melisandre's verzoek vrijgelaten. Kort daarop ontdekt hij dat Stannis en Melisandre van plan zijn Roberts bastaardzoon Edric Storm te offeren aan Melisandres rode god. Daarom smokkelt Davos Edric uit kasteel Dragonstone. Davos weet zijn eigen leven te redden door Stannis een oproep van de Nachtwacht om hulp te laten zien.
Inmiddels bereiken ook Jaime en Brienne de hoofdstad, waar ze vernemen dat Joffreys achtjarige broertje Tommen de troon zal bestijgen. Tyrion eist inmiddels een gerechtelijke tweekamp om zijn onschuld te bewijzen, en Brienne wordt gevangengezet door de Tyrels, omdat die haar Koning Renly Baratheons dood verwijten. Jaime's stomp wordt door de verbannen maester Qyburn genezen, wat hem de sympathie van Jaime's tweelingzus Cersei oplevert. Zijn vader Tywin geeft Jaime de keuze tussen Opperbevelhebber van de Koningsgarde te worden, of Tywins opvolger te worden. Jaime kiest voor het eerste, waarop Tywin hem onterft.
De Kroon kiest op Tyrions proces de acht voet lange Gregor Clegane als kampioen. Daarop kiest de zuidelijke prins Oberyn Martel, wiens zus en haar kinderen zeventien jaar daarvoor door Clegane verkracht en gedood werden bij de plundering van Koningslanding, partij voor Tyrion. Oberyn vergiftigt zijn speer en kan Clegane een aantal keren steken, maar wordt uiteindelijk zelf gedood. Daarop wordt Tyrion schuldig bevonden aan de moord op Joffrey. De nacht voor zijn executie wordt Tyrion echter bevrijd door Jaime, en de eunuch en spionnenmeester Varys. Tijdens zijn ontsnapping vertelt Jaime hem over een voorval van jaren daarvoor: Tyrion werd uitgehuwelijkt aan een boerendochter genaamd Tysha. Jaime en Tywin vertelden Tyrion echter na de eerste nacht dat ze een prostituee was, om Tyrion een man te maken. Daarop werd Tysha aan een barak soldaten gegeven. Jaime vertelt Tyrion echter de waarheid, waarop die wraak op Tywin, Cersei en Jaime zweert. Onderweg komt Tyrion zijn voormalige concubine, de prostituee Shae, tegen in de vertrekken van zijn vader. Hij wurgt haar en doodt vervolgens ook zijn vader.
Jaime bevrijdt vervolgens ook Brienne, en zendt haar naar de Rivierlanden om haar eed te vervullen. Ze krijgt een Valyrisch zwaard, een zwaard van ongeëvenaarde kwaliteit mee, dat hersmeed was uit Ned Starks zwaard IJs.

### De Muur
De Nachtwacht wordt aangevallen door wandelende lijken, die het grootste deel van de ruiters van de Grote Wachtrit doden. Samwell Tarling doodt een van de Anderen met een mes van "drakenglas" (obsidiaan). In Crasters Burcht vermoorden enkele muiters Opperbevelhebber Jeor Mormont en Craster zelf. Sam ontsnapt, samen met Gilly, een van Crasters dochters/echtgenotes, en haar pasgeboren baby. De twee worden onderweg aangevallen door wandelende lijken, maar ontsnappen met behulp van de vreemdeling Coldhands.
Bran Stark, de reus Hodor, en zijn baandermannen Jojen en Meera Reed worden door Brans dromen noordwaarts geleid. Bij de Muur ontmoeten ze Sam en Gilly, waarop Coldhands hen meeneemt. Sam ontdekt Brans echte identiteit, maar belooft deze voor Jon verborgen te houden.
Inmiddels overtuigt Jon Snow Mans Roover ervan dat hij deserteert uit de Nachtwacht, omdat de Anderen met een leger van wandelende doden zuidwaarts marcheren en hij wil vechten voor de kant van de levenden. Jon en Ygritte worden op een missie gezonden naar de andere kant van de Muur, waar ze een seksuele relatie beginnen, waardoor Jon zijn eed breekt. Toch vlucht hij, nadat hij zich heeft gerealiseerd dat hij zijn broeders moet waarschuwen voor de inkomende aanval op Castle Black. Na een lang en uitputtend beleg weten de laatste broeders van de Nachtwacht toch het Wildlingenleger te verslaan. Tijdens een van deze aanvallen wordt Ygritte gedood. Alliser Thorne en Janos Slink arresteren Jon echter voor verraad, en dwingen hem te onderhandelen met Mance Rayder. Jon wordt diens kamp binnengestuurd, en ontdekt dat Mans beschikt over de Hoorn van Joramun. Als op deze hoorn geblazen zou worden, zou de Muur vallen.
Terwijl Jon onderhandelt met Mans, komt Stannis' leger aan, dat wat overblijft van Mans' leger verslaat en verdrijft. Mans zelf wordt gevangengenomen en opgesloten in Slot Zwart. Melisandre gelooft dat de aanval de voorbode is van de terugkeer van de 'Grote Andere', de gezworen aartsvijand van haar god, R'hllor. Stannis biedt Jon aan hem te wettigen als heer van Winterfell in ruil voor zijn steun, maar wanneer Jons schrikwolf Spook onverwacht terugkeert, besluit Jon Stannis' aanbod af te slaan. Voordat hij Stannis kan inlichten over zijn beslissing, wordt hij echter onverwacht gekozen als de nieuwe Opperbevelhebber van de Nachtwacht.

### Essos
Onderweg naar Pentos, verneemt Daenerys Targaryen dat enorme slavenlegers gekocht kunnen worden in de slavenstad Astapor, en biedt aan een van haar draken in te wisselen voor het hele leger der Onbezoedelden, achtduizend man sterk. Na het sluiten van de handelsovereenkomst beveelt Daenerys haar leger echter hun voormalige meesters aan te vallen, en bevrijdt met behulp van dit leger en haar drie draken alle slaven van de stad. Haar leger weet ook de slavenstad Yunkai van binnenuit te verslaan. De derde en grootste slavenstad, Meereen, geeft zich echter niet zomaar gewonnen en werkt haar tegen door al het land tussen Yunkai en Meereen in brand te steken en voor elke mijl tussen de twee steden een kindslaaf te kruisigen.
Ze ontdekt twee verraders in haar kamp: ser Jorah Mormont, die tot na de dood van haar echtgenoot voor Varys spioneerde, en Arstan Whitebeard, een alias van Barristan Selmy, de oneervol ontslagen opperbevelhebber van Joffrey's Koningsgarde. Beide mannen krijgen de kans hun zonden goed te maken door de stad van binnenuit te veroveren door ze binnen te sluipen en de slaven tot een rebellie aan te zetten. Meereen valt al snel, en om de kindslaven te wreken laat Daenerys een gelijk aantal stadsheersers kruisigen. Selmy vraagt zijn Koningin om vergeving, en wordt beloond met het bevel over haar Koninginnengarde, terwijl Mormont weigert zijn zonden toe te geven, waarop Daenerys hem verbant. Als ze verneemt dat de bestuursraad die ze in Astapor had aangesteld werd afgezet, besluit ze in Meereen te blijven om de stad zelf te besturen en te oefenen in het heersen.

## Point of view-personages
Het boek kent verschillende hoofdpersonen die afkomstig zijn uit meerdere verschillende partijen in het conflict. Dit komt de diepgang van het verhaal en van de personen zelf zeer ten goede. Hoofdpersonen uit Het spel der tronen:
- Proloog: Chett, een maestershulpje van de Nachtwacht, die deelneemt aan de Grote Wachtrit
- Davos Zeewaard, een voormalige smokkelaar, nu in dienst van Stannis Baratheon
- Catelyn Tully - Stark, Neds vrouw
- Sansa Stark, oudste dochter van Ned en Catelyn
- Arya Stark, jongste dochter van Ned en Catelyn
- Jon Snow, bastaardzoon van Ned
- Bran Stark, tweede zoon van Ned en Catelyn
- Tyrion Lannister, tweede zoon van het hoofd van Huis Lannister, een dwerg.
- Jaime Lannister, oudste zoon van het hoofd van Huis Lannister, bijgenaamd de "Koningsmoordenaar"
- Daenerys Targaryen, dochter van voormalige Koning Aerys II Targaryen en erfgename van huis Targaryen
- Samwell Tarly, een dikke jongen die lid is van de Nachtwacht, en een goede vriend van Jon
- Epiloog: Merrett Frey, een lid van het huis Frey